# Паршино (Псковская область)
Паршино — деревня в Бережанской волости Островского района Псковской области.
Расположена на правом берегу реки Утроя, в 14 км к юго-западу от центра города Остров и в 0,5 км к югу от деревни Федосино.
Численность населения деревни по состоянию на 2000 год составляла 10 человек.
До 2005 года деревня входила в состав ныне упразднённой Пальцевской волости с центром в д. Федосино.